# Anjolus malkini
Anjolus malkini is een hooiwagen uit de familie Assamiidae. De wetenschappelijke naam van Anjolus malkini gaat terug op C.J.Goodnight & M.L.Goodnight.